# Bernardo Ashetu

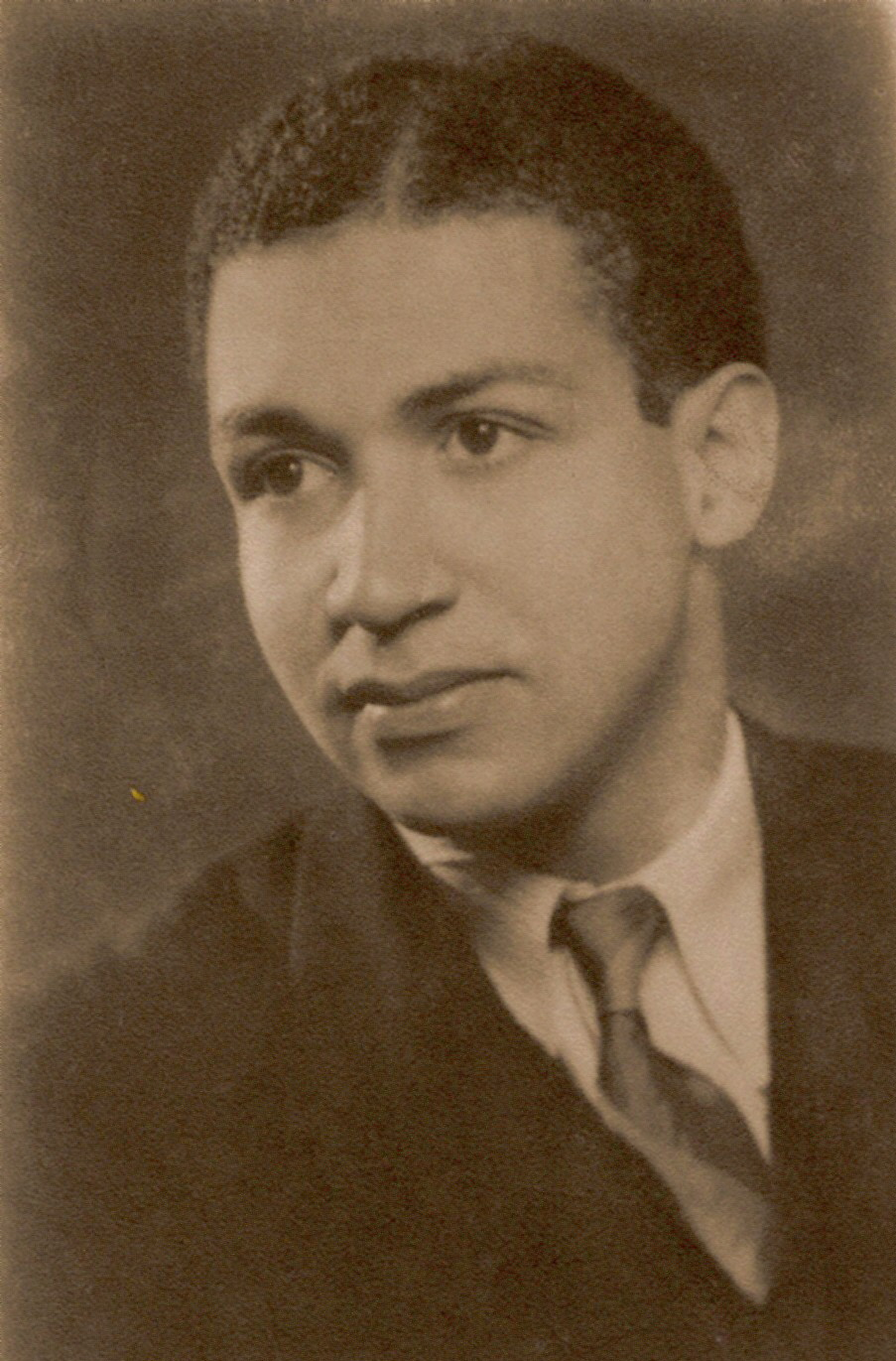
Bernardo Ashetu.

Bernardo Ashetu, pseudónimo de Hendrik (Henk) George van Ommeren (Kasabaholo, 4 de marzo de 1929 — La Haya, 3 de agosto de 1982), es un poeta de Surinam.

## Biografía
Ashetu nació en los alrededores de Paramaribo. Su juventud transcurrió en Surinam y gran parte de su vida en aguas del mar Caribe como operador de radiotelegrafía en barcos. Debutó en la serie Cuadernos del Caribe De Bezige Bij con una recopilación titulada "Yanacuna" (1962), con introducción de Cola Debrot, la cual además de algunos poemas posee ciertos trozos de prosa en vena poética, los cuales se pueden interpretar como poemas en prosa. Aunque debutó en una época en la cual numerosos poetas se dieron a conocer, su poesía escrita en neerlandés se aparta del tono y objetos poéticos de esa época (especialmente la poesía enfocada sobre los temas de luchas sociales turbulentas). Por el contrario sus versos son sensitivos, observando en forma sutil como los sueños y la realidad se disocian (él tuvo una relación sumamente problemática con su padre) y finalmente solo dolor queda en el mundo. 
Mucho tiempo después de su muerte, sus poemas comenzaron a ser publicados en Spiegel van de Surinaamse poëzie (1995) y en revistas como Dietsche Warande & Belfort, Bzzlletin, Poëziekrant y De Tweede Ronde. En el 2002 se publica en Paramaribo una nueva recopilación de sus obras: Marcel en andere gedichten. En el 2007 apareció en los Países Bajos una selección de sus obras editada por Gerrit Komrij bajo el título "Dat ik zong". Posteriormente ese mismo año se publicó una edición para bibliófilos de su poema Indiaans.